# Halecia violaceiventris
Halecia violaceiventris es una especie de escarabajo del género Halecia, familia Buprestidae. Fue descrita científicamente por Obenberger en 1924.